# Ouratea soderstromii
Ouratea soderstromii är en tvåhjärtbladig växtart som beskrevs av C. Sastre. Ouratea soderstromii ingår i släktet Ouratea och familjen Ochnaceae. Inga underarter finns listade i Catalogue of Life.